# 烏克蘭加利西亞軍
乌克兰加利西亚军（烏克蘭語：Українська галицька армія，羅馬化：Ukrainska halytska armiia，縮寫：УГА）是波乌战争期间及西乌克兰人民共和国的乌克兰军队。最初被称为“加利西亚军”。由于对與波兰的联盟感到不满，该军于1919年11月加入安东·邓尼金的军队，改名为“乌克兰加利西亚军”，1920年再以“乌克兰加利西亚紅军”身份加入红軍。
在其部分成员分道揚鑣脱离此親蘇部隊并加入乌波盟军后，苏联当局将其解散，随后乌克兰人在敖德萨举行了庆祝活动。红军枪杀了许多烏克蘭军官，其他人则被送进波兰的集中营。